# Backyard Worlds: Planet 9
Backyard Worlds: Planet 9 est un projet de sciences participatives financé par la NASA et hébergé par la plateforme en ligne Zooniverse. Accessible à tout internaute, il a pour ambition de découvrir des naines brunes inconnues, ainsi que l'hypothétique Planète Neuf à partir des images produites par le télescope spatial WISE. Le projet est dirigé par Marc Kuchner, un astrophysicien membre de l'équipe de recherche du Goddard Space Flight Center,.
Backyard Worlds détient le record du délai le plus court entre le lancement d'un projet sur Zooniverse et la publication d'un article dans une revue scientifique à comité de lecture.

## Historique
Le projet est lancé en février 2017, peu après le 87ème anniversaire de la découverte de Pluton, qui était considérée comme la neuvième planète du système solaire, jusqu'à son reclassement en tant que planète naine en 2006. Il s'agit de vérifier les modèles théoriques qui prédisent l'existence d'une neuvième planète du système solaire se situant au delà de la ceinture de Kuiper. Cette planète, dont l'atmosphère serait composée de méthane, pourrait potentiellement être détectable dans les images infrarouges prises par le télescope WISE. Des simulations prévoient que la Planète Neuf prendrait alors la forme d'un point bleu dont les mouvements seraient visibles à l'observation de clichés espacés de plusieurs années. Toutefois, la capacité de WISE à détecter l'hypothétique Planète Neuf ne fait pas consensus au sein de la communauté scientifique, les appareils de mesure du satellite pouvant ne pas être suffisamment sensibles.
En parallèle, le projet a pour objectif de découvrir des naines brunes parmi les données ou les images enregistrées par WISE, dont certaines pourraient se situer relativement proche du système solaire.
En 2018, le projet reçoit une bourse du programme d'analyse de données astrophysiques de la NASA, qui en assure le financement jusqu'en 2020.
En novembre 2018, le projet fait l'objet d'une mise à jour afin de mettre à disposition des volontaires des images de meilleure qualité.
En juin 2019, les volontaires avaient réalisé plus de 6 millions de classifications et signalé 32 810 objets potentiellement intéressants à l'équipe de recherche.
En février 2020 plus de 56 000 internautes ont participé au projet.

## Description du projet

Exemple de folioscope contenant un objet mobile orange : il s'agit de la naine brune WISE 0855−0714.

Le projet Backyard Worlds repose sur une technique de comparaison de clichés photographiques similaire à celle qu'avait utilisé Clyde Tombaugh pour découvrir Pluton. 
À partir du site internet  de Zooniverse, les internautes observent des images en fausses couleurs d'une section de la sphère céleste. Chaque image est composée de 4 photographies infrarouges prises par le télescope WISE à plusieurs années d'intervalles. La superposition de ces images permet d'obtenir une animation à la manière d'un folioscope. Ainsi, par effet de mouvement propre, les corps célestes les plus proches du système solaire semblent se déplacer, tandis que les astres lointains restent immobiles. Les volontaires doivent utiliser un outil de marquage pour signaler la présence de ces objets mobiles sur les images. Au total, environ 1 million d'images ont besoin d'être classifiées (chaque image doit être traitée par plusieurs personnes). Ce travail nécessite une observation humaine, car les technologies d'intelligence artificielle ne permettent actuellement pas de distinguer les objets intéressants du bruit cosmique et des nombreux artéfacts.
Lorsqu'un objet mobile est détecté, les internautes peuvent ensuite en relever les coordonnées célestes, vérifier s'il est déjà connu dans des bases de données telles que SIMBAD ou VizieR, ainsi qu’analyser certaines données astrométriques telles que la parallaxe, le mouvement propre et la magnitude dans certaines bandes du spectre électromagnétique. Ces informations sont consignées dans un espace de discussion dédié, ce qui permet aux personnes qui ont analysé une même image de partager leurs observations.
Lorsqu'un corps céleste est inconnu et qu'il réunit certaines caractéristiques le rendant potentiellement intéressant, les volontaires peuvent remplir un formulaire en ligne afin de le signaler à l'équipe de recherche, afin que celui-ci soit analysé en priorité par rapport aux autres objets identifiés à l'aide de l'outil de marquage.
Après avoir effectué un tri préliminaire, les chercheurs professionnels associés au projet observent les objets intéressants à l'aide de télescopes terrestres (observatoire du Mont-Mégantic, observatoire d'Apache Point, observatoire W. M. Keck) ou de télescopes spatiaux (Hubble, Spitzer), afin d'en identifier la nature et le type spectral le cas échéant.
L'équipe de recherche informe régulièrement les participants et le public des découvertes effectuées dans le cadre du projet, ainsi que des publications scientifiques qui en découlent.

## Découvertes

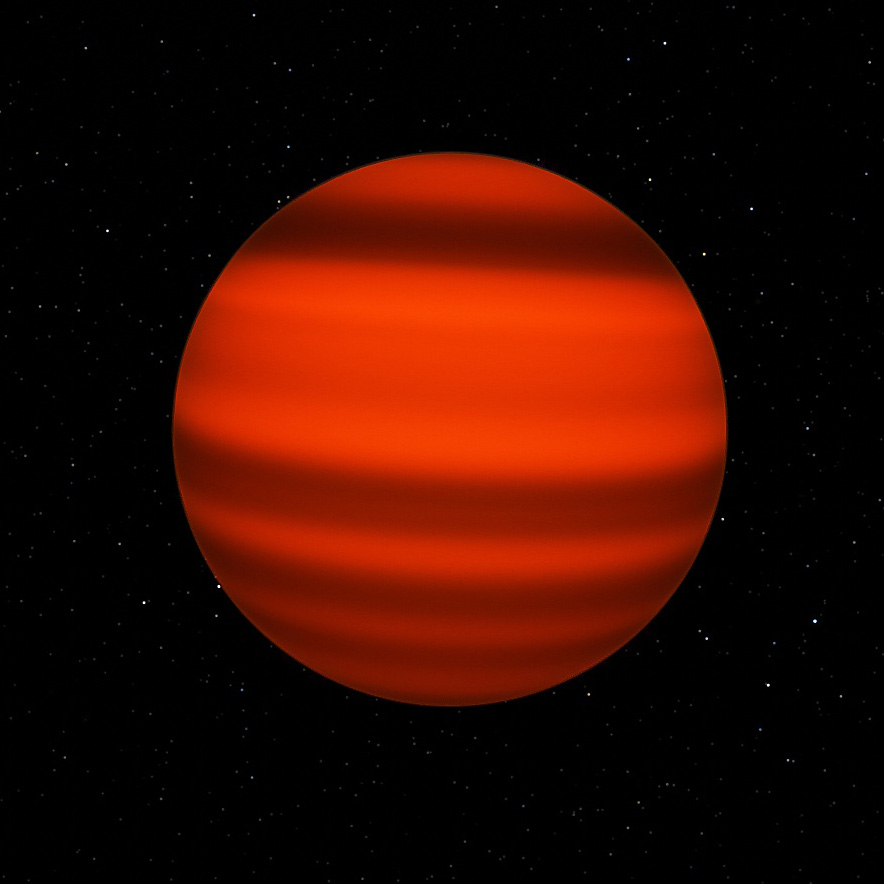
Vue d'artiste de la naine brune WISEA 1101+5400 (travail amateur)

Le 8 juin 2017, l'équipe de recherche annonce que des volontaires ont trouvé un premier candidat intéressant six jours après le lancement du projet. Après des observations complémentaires, un article publié dans The Astrophysical Journal Letters le 24 mai 2017 confirme cette première découverte : WISEA 1101+5400, une naine brune de type T5.5. 
À partir de cette découverte, les chercheurs estiment que Backyard Worlds devrait permettre la découverte de 37+39
 −21 naines brunes de type L, 77+41
 −31 naines de type T, ainsi que 6+7
 −4 naines de type Y.
En décembre 2017, l'équipe annonce la découverte de 7 nouvelles naines brunes de type T, de 2 étoiles sous-naine, ainsi que de 337 potentielles nouvelles naines brunes en attente de confirmation par identification du type spectral.
Un an après le début du projet, 2 sous-naines et 17 naines brunes avait été découvertes, dont une naine de type T9, ce qui peut laisser présager la découverte de naines Y. 432 potentielles naines brunes sont en attente de confirmation par identification du type spectral.
En juillet 2018, le nombre de naines brunes découvertes est porté à 42, dont 14 se situent à moins de 20 parsecs du système solaire. 879 candidates sont en attente de confirmation.

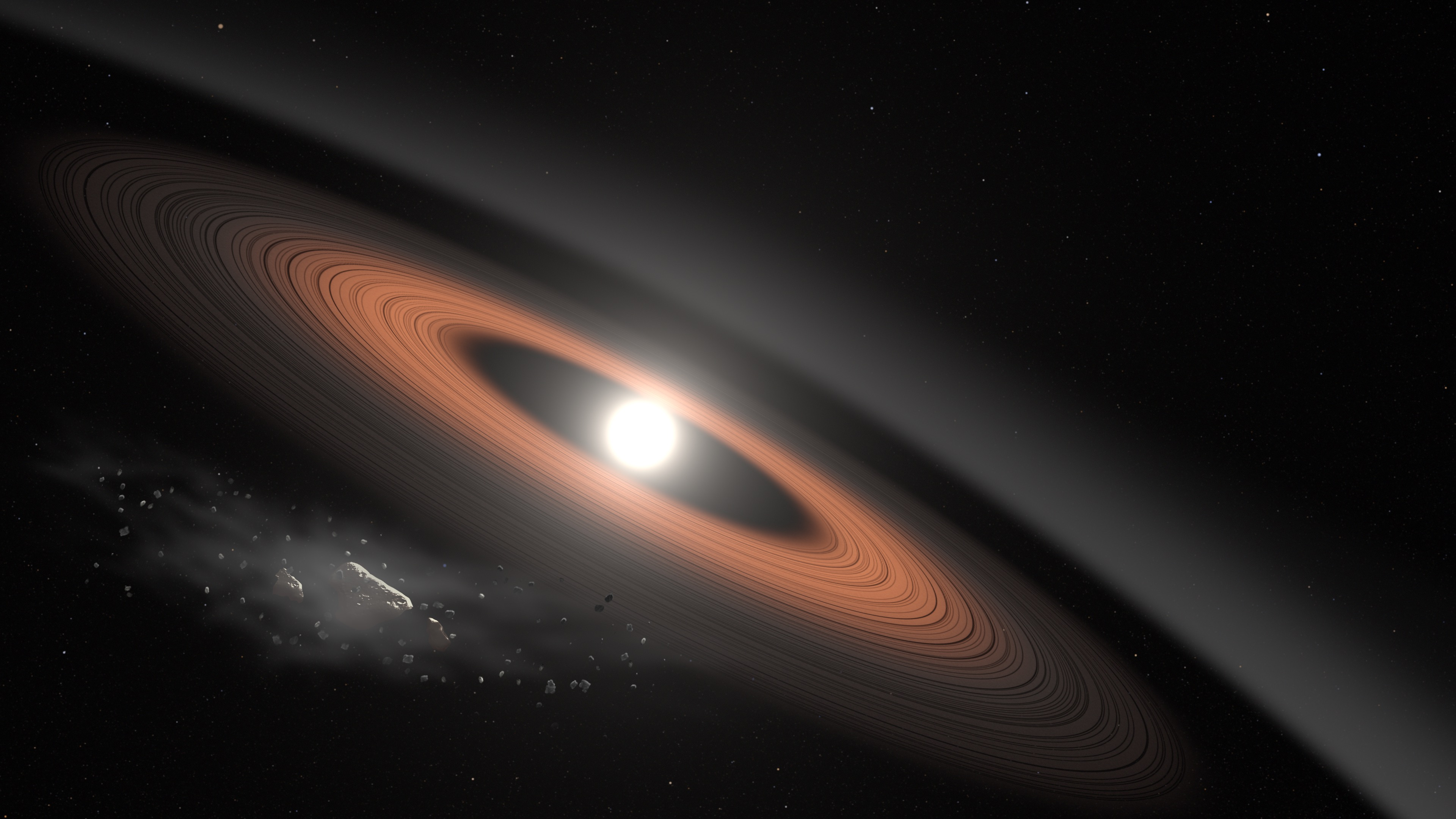
Vue d'artiste de la naine blanche LSPM J0207+3331 (NASA/S. Wiessinger)

En octobre 2018, une volontaire découvre LSPM J0207+3331, la plus ancienne et la plus froide des naines blanches connues et possédant un disque circumstellaire. Le disque est composé de deux anneaux de températures différentes. Après avoir été étudiée au sein de l'Observatoire W. M. Keck, la naine blanche fait l'objet d'un article publié dans la revue The Astrophysical Journal Letters le 19 février 2019.
En juillet 2019, un total de 131 naines brunes a été découvert, dont 61 de type L et 70 de type T. 55 d'entre elles se situent à moins de 20 parsecs du système solaire. 1305 candidates sont en attente de confirmation, dont une centaine de naines Y potentielles.
Le 11 novembre 2019, un troisième article est publié dans The Astrophysical Journal Letters. Il rapporte la découverte de W2150AB, un système binaire composé d'une naine brune de type L1 et d'une naine brune de type T8. En l'état des connaissances actuelles (2020), il s'agit du système binaire de naines brunes avec la plus faible énergie de liaison gravitationnelle et la plus grande distance entre ses deux compagnons, celle-ci étant de 341 unités astronomiques.
En janvier 2020, à l'occasion de la 235ème rencontre de l'Union américaine d'astronomie, l'astronome Daniella Bardalez Gagliuffi annonce que l'équipe de recherche du projet est parvenue à confirmer la découverte d'une première naine brune de type Y : WISE J0830+2837. Analysée à l'aide de Spitzer, elle se situe à environ 11,2 parsecs du système solaire. Sa température est estimée à 310 K, soit 37 °C.
En juillet 2020, un nouvel article publié dans The Astrophysical Journal Letters annonce la découverte de WISEA J041451.67-585456.7 et WISEA J181006.18-101000.5, deux naines brunes particulièrement âgées et pauvres en éléments métalliques, qui pourraient constituer les deux premiers objets appartenant à la catégorie des sous-naines extrêmes de type T.